# Sun Zi
Sun Zi, 孫子, (Mäster Sun) eller Sun Tzu, född cirka 540 f.Kr., död cirka 496 f.Kr., var en kinesisk general och författare till boken Krigskonsten, en ofta citerad lärobok om militär strategi.
Han föddes som Sun Wu, 孙武, där Sun är familjenamnet och Wu personnamnet. Namnet (孫子) transkriberas enligt pinyin Sun Zi, men även de äldre transkriptionerna Sun Tsu, Sun Tzu och Sun Tse förekommer. Zi är en hederstitel.
Enligt en biografi från 100-talet f.Kr. var Sun Zi en general som levde på 500-talet före Kristus, det vill säga under Zhoudynastins Vår- och höstperiod och var verksam i riket Wu vid mynningen av Yangtzefloden.
Sun Zis verk Krigskonsten tar i 13 kapitel upp militärstrategiska och taktiska problem.

## Populärkultur
Det svenska hårdrocksbandet Sabatons skiva Art of war är döpt efter Sun Tzu:s bok.